# American College of Gastroenterology
La Universidad Estadounidense de Gastroenterología (ACG, por sus siglas en inglés) es una organización médica sin ánimo de lucro fundada en los Estados Unidos en 1932 y que tiene su sede en Bethesda (Maryland). Su principal medio de difusión es The American Journal of Gastroenterology, el cual es uno de los más influyentes de la gastroenterología a nivel internacional.

## Jefatura
- Nicholas J. Shaheen: Director del Instituto ACG en Carolina del Norte, Chapel Hill (Doctor en medicina (MD por sus siglas en inglés), Master en Salud Pública (MPH por sus siglas en inglés) y Académico de la ACG (FAGC por sus siglas en inglés)).
- Neena S. Abraham: Arizona, Scottsdale (Doctora en medicina (MD), Maestría en Ciencias (MSc) y Académica de la ACG (FAGC)).
- Brooks D. Cash: Comité de Asuntos Educacionales de ACG en Texas, Houston (Doctor en medicina (MD) y Académico de la ACG (FAGS)).
- David A. Johnson: Virginia, Norfolk (Doctor en Medicina (MD), Master de la ACG (MASG)).
- Millie D. Long: Comité de Investigación de ACG en Carolina del norte, Chapel Hill (Doctora en Medicina (MD), Maestría en Salud Pública (MPH), y Académica de ACG (FACG)).
- W. Elwyn Lyles: Tennessee, Maryville (Doctor en medicina (MD) y Académico de la ACG (FAGS)).
- Mark W. Russo: Carolina del Norte, Charlotte (Doctor en medicina (MD), Master en Salud Pública (MPH) y Académico de la ACG (FAGS)).
- Samir A. Shah: Vicepresidente en Rhode Island, Providence (Doctor en medicina (MD) y Académico de la ACG (FAGS)).
- Harry E. Sarles: Texas, Rockwall (Doctor en medicina (MD) y Académico de la ACG (FAGS)).
- Rena H. Yadlapati: California, San Diego (Doctora en medicina (MD) y Master en Ciencias de Ciencias de la Salud (MSHS por sus siglas en inglés)).